# Lemawork Ketema
Lemawork Ketema (ur. 22 października 1986) – austriacki maratończyk pochodzenia etiopskiego. Dwukrotny mistrz Austrii na dystansie półmaratonu (2017, 2018), a także rekordzista Austrii na dystansie Maratonu (2019). 
Bijąc rekord kraju na Vienna City Marathon zajął 11. miejsce i tym samym zakwalifikował się na Letnie Igrzyska Olimpijskie 2020. Podczas Mistrzostw Europy w Berlinie (2018) zajął 8. miejsce na dystansie Maratonu, z czasem 2:13,22.
Do Austrii przybył w 2013 roku, a w 2015 otrzymał obywatelstwo. 

## Rekordy życiowe
- Półmaraton – 24 sierpnia 2014, Klagenfurt 1:03,50
- Maraton – 7 kwietnia 2019, Wiedeń 2:10,44